# Municipio de Meadow (condado de Plymouth)
El municipio de Meadow (en inglés: Meadow Township) es un municipio ubicado en el condado de Plymouth en el estado estadounidense de Iowa. En el año 2010 tenía una población de 249 habitantes y una densidad poblacional de 2,68 personas por km².

## Geografía
El municipio de Meadow se encuentra ubicado en las coordenadas 42°51′58″N 95°55′5″O / 42.86611, -95.91806. Según la Oficina del Censo de los Estados Unidos, el municipio tiene una superficie total de 92.92 km², de la cual 92,92 km² corresponden a tierra firme y (0 %) 0 km² es agua.

## Demografía
Según el censo de 2010, había 249 personas residiendo en el municipio de Meadow. La densidad de población era de 2,68 hab./km². De los 249 habitantes, el municipio de Meadow estaba compuesto por el 96,79 % blancos, el 0,4 % eran asiáticos, el 2,81 % eran de otras razas. Del total de la población el 3,21 % eran hispanos o latinos de cualquier raza.